# Martim Costa
Pour les articles homonymes, voir Costa.
Martim Mota da Costa, né le 27 septembre 2002 à Vila Nova de Gaia, est un handballeur international portugais qui évolue au poste d'arrière gauche.
Fils de l'international portugais Ricardo Costa (de), Martim est avec son 
frère Francisco (Kiko) l'un des grands espoirs du handball portugais et mondial. Au Championnat d'Europe 2024, il termine co-meilleur buteur et est élu meilleur arrière gauche de la compétition. Puis au Championnat du monde 2025, il est l'un des joueurs majeurs ayant permis à sa sélection d'atteindre la quatrième place, le meilleur résultat international du Portugal.

## Palmarès

### En club
- Vainqueur du Championnat du Portugal (2) : 2021, 2024
- Vainqueur de la Coupe du Portugal (4) : 2021, 2022, 2023, 2024
- Vainqueur de la Supercoupe du Portugal (2) : 2023, 2024

### En sélection
Martim Costa connait sa première sélection le 14 avril 2022 face aux  Pays-Bas. Ses résultats sont :
- 13e place au Championnat du monde 2023
- 7e place au Championnat d'Europe 2024
- 4e place au Championnat du monde 2025

Auparavant, ses résultats en équipes jeunes et junior est :
- finaliste du Championnat d'Europe des moins de 20 ans en 2022 (en)
- 4e place au Championnat du monde jeunes en 2019 (en)

### Distinctions individuelles
- Élu meilleur demi-centre du Championnat du monde 2025
- Co-meilleur buteur du Championnat d'Europe 2024 avec 54 buts
- Élu meilleur arrière gauche du Championnat d'Europe 2024
- Élu meilleur arrière gauche du Championnat d'Europe des moins de 20 ans en 2022 (en)
- Élu meilleur arrière droit du Championnat du monde jeunes en 2019 (en)